# Óscar Boniek García
Óscar Boniek García Ramírez (Tegucigalpa, Francisco Morazán, Honduras, el 4 de septiembre de 1984) más conocido simplemente como Boniek, es un exfutbolista hondureño. Jugaba como mediocampista su último equipo fue el Club Deportivo Olimpia de la Liga Nacional de Honduras.

## Trayectoria

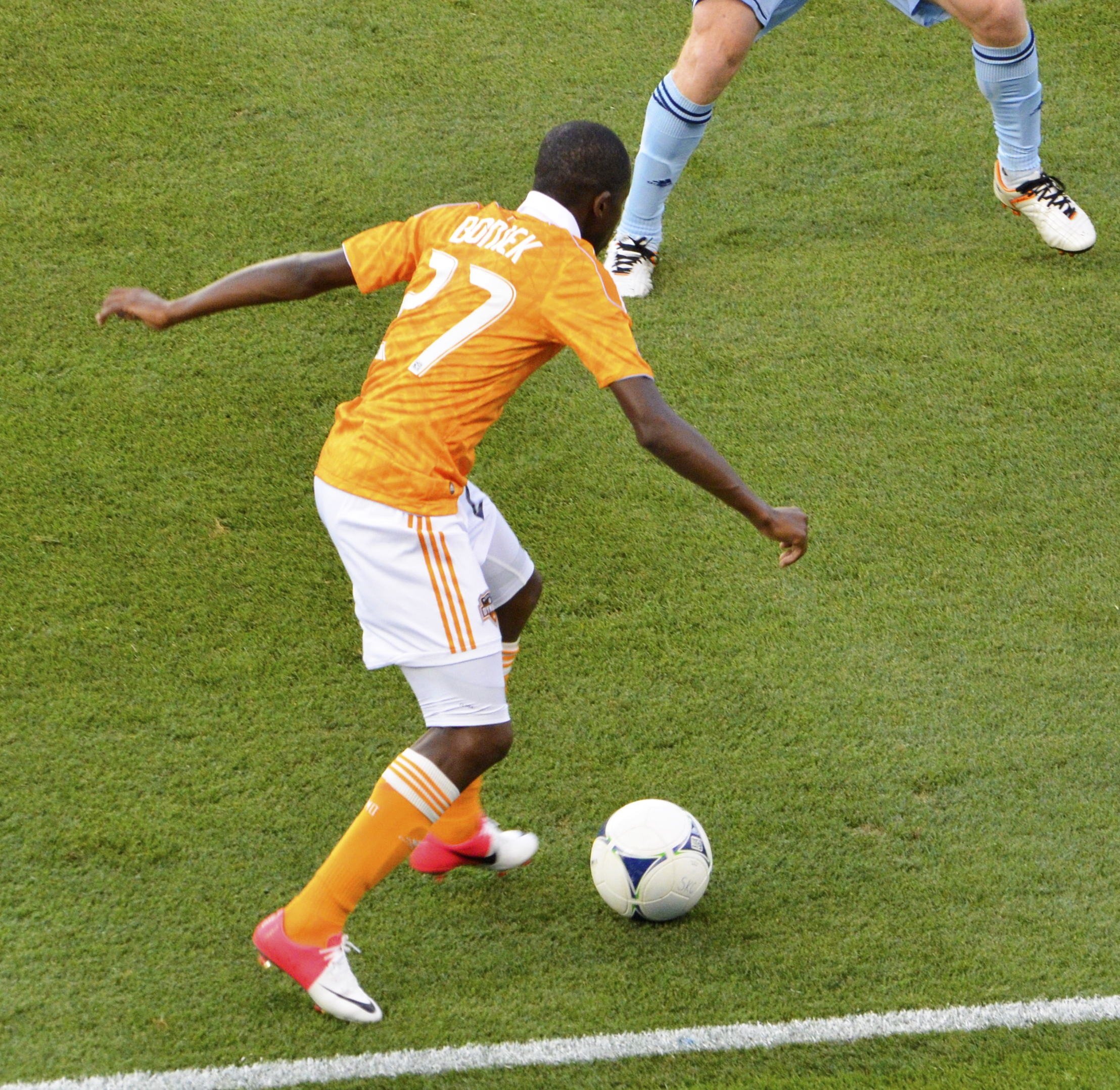
Oscar Boniek Garcia contra Sporting KC el 7 de julio de 2012.

Óscar Boniek García nació en la ciudad de Tegucigalpa, Honduras el 4 de septiembre de 1984. Su padre es el exfutbolista hondureño del Club Deportivo Olimpia, Óscar García. Éste, decidió llamar a su hijo "Boniek" en honor a la ex-estrella polaca del fútbol, Zbigniew Boniek quien jugó para el Juventus F.C.
Boniek García jugó la mayor parte de su carrera deportiva para el Club Deportivo Olimpia de Tegucigalpa, equipo con el cual disputó 12 finales y ganó ocho en las que destaca un tricampeonato. Además, participó con el Club Deportivo Marathón de San Pedro Sula. 
Una de las metas que García se propuso fue jugar en el extranjero, por lo que realizó pruebas por 15 días con el club francés Paris Saint Germain en julio de 2008. En ese club no logró convencer al entonces entrenador Paul Le Guen. En el 2009, hubo fuertes rumores de que Boniek sería traspasado al Wigan Athletic de la Premier League, pero no se llegó a más. En 2012 nuevamente “Se escucharon rumores sobre el Wigan pero no se concretó nada."
En 2012 Dominic Kinnear director técnico del Houston Dynamo solicitó a su directiva la contratación de Boniek García, luego de que este lo había observado en un partido internacional de selecciones entre Honduras y El Salvador en el 2011. La directiva del Dynamo accedió a las peticiones de Kinnear y ficharon a García como jugador desigado el 7 de junio de 2012.
Luego de su incorporación al club, Boniek pasó a formar parte de la alineación titular del equipo. Su adaptación fue de forma inmediata. Según el técnico, Kinnear, Boniek tuvo dos prácticas con el equipo y luego jugó tres partidos en una semana. Durante su primera temporada con el Houston Dynamo, Boniek García Participó en 17 partidos, anotó 5 goles y dio 7 asistencias. Con esto contribuyó a que su equipo llegara a la gran final de la Major league Soccer, final que disputó contra el L.A. Galaxy donde el Houston Dynamo cayó por marcador de 1-3.
Al final de la temporada, "el volante hondureño... fue galardonado con dos premios que proporciona su propio equipo el Houston Dynamo. El Houston Dynamo galardonó a García con los premios de la "Contratación del año" de la institución naranja, después que sus compañeros le brindaron una gran sorpresa al elegirlo como "Jugador del Año" del club. Mientras que en la Major League Soccer Óscar Boniek fue el más votado como "El Latino del Año".
Al término de la temporada 2020 el club no renovó su contrato.

## Selección nacional
Ha sido internacional con la Selección de fútbol de Honduras en 91 ocasiones y ha anotado dos goles. 
El 5 de mayo de 2014 se anunció que Boniek había sido convocado entre los 23 jugadores que disputarán la Copa Mundial de Fútbol de 2014 en Brasil con Honduras.

### Participaciones en Copas del Mundo
| Mundial                        | Sede      | Resultado      |
| ------------------------------ | --------- | -------------- |
| Copa Mundial de Fútbol de 2010 | Sudáfrica | Fase de grupos |
| Copa Mundial de Fútbol de 2014 | Brasil    | Primera fase   |

### Goles internacionales
| #   | Fecha                   | Lugar                                                 | Rival       | Gol | Resultado | Competición                             |
| --- | ----------------------- | ----------------------------------------------------- | ----------- | --- | --------- | --------------------------------------- |
| 1.º | 4 de septiembre de 2010 | Los Angeles Memorial Coliseum, Los Ángeles, EUA       | El Salvador | 1–1 | 2–2       | Amistoso                                |
| 2.º | 11 de junio de 2013     | Estadio Tiburcio Carías Andino, Tegucigalpa, Honduras | Jamaica     | 2–0 | 2–0       | Clasificación para la Copa Mundial 2014 |

## Clubes
| Club                | País           | Año       |
| ------------------- | -------------- | --------- |
| Real Patepluma      | Honduras       | 2003-2004 |
| Olimpia             | Honduras       | 2004-2012 |
| Marathón (préstamo) | Honduras       | 2006-2007 |
| Houston Dynamo      | Estados Unidos | 2012-2021 |
| Olimpia             | Honduras       | 2022-2023 |

## Palmarés

### Campeonatos nacionales
| Título                                                | Club           | País           | Año              |
| ----------------------------------------------------- | -------------- | -------------- | ---------------- |
| Liga Nacional                                         | Olimpia        | Honduras       | Clausura 2003-04 |
| Liga Nacional                                         | Olimpia        | Honduras       | Clausura 2004-05 |
| Liga Nacional                                         | Olimpia        | Honduras       | Apertura 2005-06 |
| Liga Nacional                                         | Olimpia        | Honduras       | Apertura 2005-06 |
| Liga Nacional                                         | Olimpia        | Honduras       | Clausura 2005-06 |
| Liga Nacional                                         | Olimpia        | Honduras       | Clausura 2007-08 |
| Liga Nacional                                         | Olimpia        | Honduras       | Clausura 2008-09 |
| Liga Nacional                                         | Olimpia        | Honduras       | Clausura 2009-10 |
| Campeón de la División Este de la Major League Soccer | Houston Dynamo | Estados Unidos | 2012             |
| US Open Cup                                           | Houston Dynamo | Estados Unidos | 2018             |
| Liga Nacional                                         | Olimpia        | Honduras       | Apertura 2022-23 |
| Liga Nacional                                         | Olimpia        | Honduras       | Clausura 2022-23 |

### Campeonatos internacionales
| Título        | Club    | País     | Año  |
| ------------- | ------- | -------- | ---- |
| Liga Concacaf | Olimpia | Honduras | 2022 |

### Distinciones individuales
| Distinción                                               | Año  |
| -------------------------------------------------------- | ---- |
| Latino del año de la Major League Soccer                 | 2012 |
| Mejor adquisición del año 2012 en la Major League Soccer | 2012 |
| Jugador del Año del Houston Dynamo                       | 2012 |